# Scolyte américain de l'orme
Hylurgopinus rufipes
Pour les articles homonymes, voir Scolyte de l'orme.
Genre
Espèce
Le scolyte américain de l'orme ou scolyte de l'orme (Hylurgopinus rufipes) est une espèce d'insectes coléoptères, nord-américaine de la famille des Curculionidae, de la sous-famille des Scolytinae, unique représentante du genre Hylurgopinus.

## Distribution
L'aire de répartition de Hylurgopinus rufipes couvre le nord-est des États-Unis et le sud du Canada.